# قصر سلطنت أباد
قصر سلطنت‌ أباد (بالفارسية: کاخ سلطنت‌آباد) هو قصر تاريخي يعود إلى عصر القاجاريون، ويقع في طهران.